# Caamembeca spectabilis
Caamembeca spectabilis är en jungfrulinsväxtart som först beskrevs av Dc., och fick sitt nu gällande namn av J.F.B.Pastore. Caamembeca spectabilis ingår i släktet Caamembeca och familjen jungfrulinsväxter.

## Underarter
Arten delas in i följande underarter:
- C. s. amazonensis
- C. s. autranii